# غاري كيلي (لاعب كرة قدم)
غاري كيلي (بالإنجليزية: Gary Kelly)‏ (3 أغسطس 1966 ببرستون في المملكة المتحدة - ) هو لاعب كرة قدم أيرلندي في مركز حراسة المرمى. شارك مع منتخب جمهورية أيرلندا تحت 20 سنة لكرة القدم ومنتخب جمهورية أيرلندا تحت 21 سنة لكرة القدم ومنتخب جمهورية أيرلندا تحت 23 سنة لكرة القدم ‏ وRepublic of Ireland national football B team ‏. أما مع النوادي، فقد لعب مع أولدهام أثلتيك وشيفيلد يونايتد ونادي بلاكبول ونادي بوري ونيوكاسل يونايتد ووست هام يونايتد ونورثويتش فيكتوريا وليه جنيسيس ‏.

## وصلات خارجية
- غاري كيلي (لاعب كرة قدم) على موقع قاعدة بيانات كرة القدم.إي يو (الإنجليزية)
- غاري كيلي (لاعب كرة قدم) على موقع Soccerbase.com (لاعب) (الإنجليزية)